# Ripi
Ripi är en ort och kommun i provinsen Frosinone i regionen Lazio i Italien. Kommunen hade 5 241 invånare (2018).